# Jacente

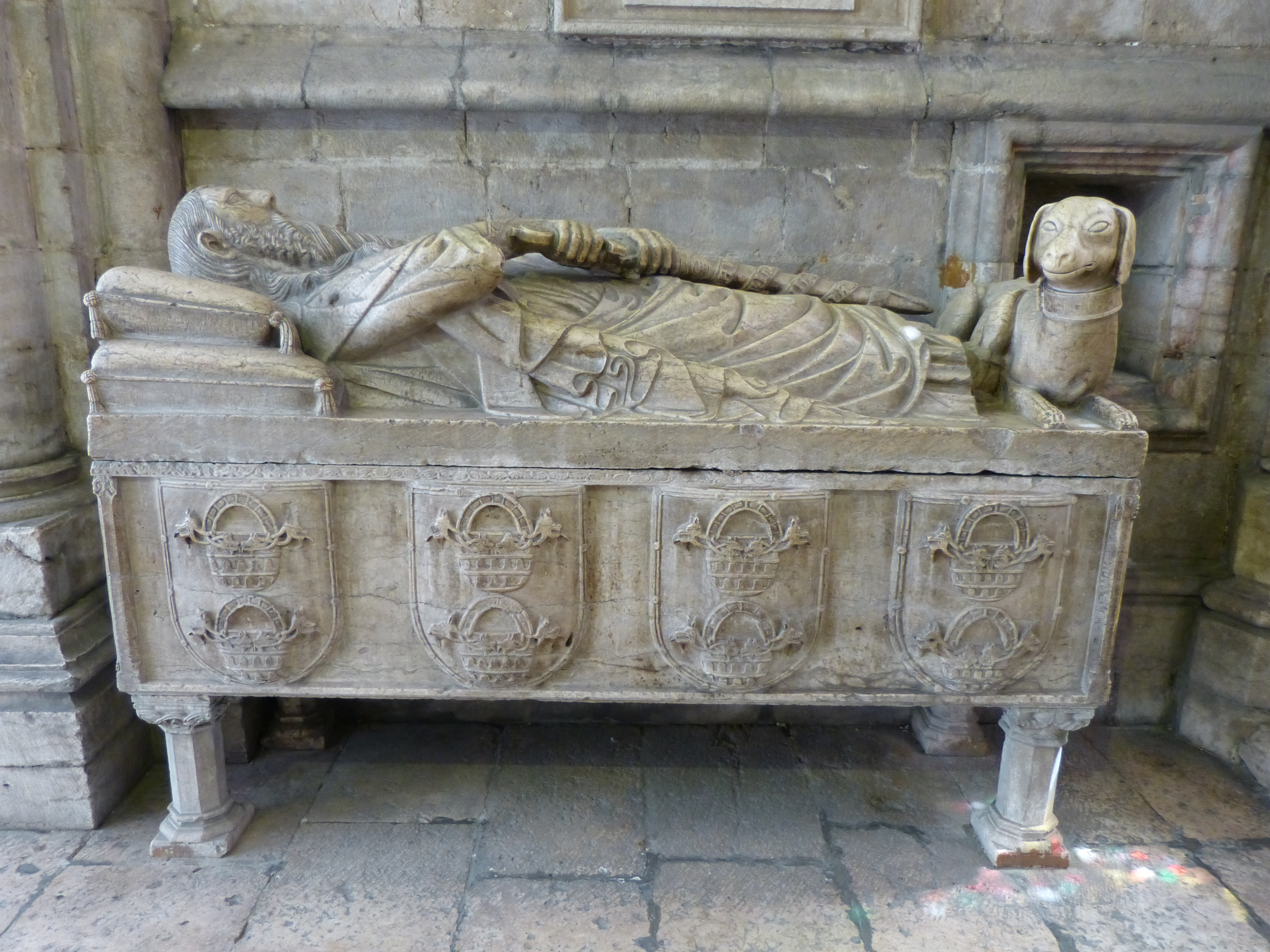
Tumba com jacente de Lopo Fernandes Pacheco na Sé de Lisboa (séc. XIV). O cavaleiro é representado segurando a bainha da espada, com um cão a seus pés.

No campo da arte tumular, o jacente é a figura esculpida em alto-relevo do falecido deitado sobre sua sepultura. 
Esse tipo de escultura funerária foi comum na Europa cristã a partir da Idade Média. A estátua do tumulado, que podia ter os olhos abertos ou fechados, era geralmente esculpida como se estivesse de pé. A figura era acompanhada de elementos como almofadas na cabeça, anjos, animais simbólicos ou domésticos (por exemplo cães). Quanto ao gestual, o tumulado podia ser representado com as mãos juntas em atitude de oração, lendo um livro, segurando um cetro (reis), báculo (bispos) ou espada. Inicialmente, as esculturas representavam o falecido de maneira idealizada, mas a partir dos finais do século XIII os escultores começaram a buscar uma semelhança física com o defunto. Também surgiram no final do século XIV representações do corpo do morto em decomposição - figuras denominadas transi.
No Renascimento e séculos seguintes passou a ser comum a representação do defunto ajoelhado, rezando, em atitute piedosa (orante).

## Exemplos
Na França, a igreja da Abadia de São Dinis serviu de necrópole real e abriga a maior coleção de tumbas e jacentes do mundo.
Em Portugal, túmulos medievais e renascentistas com jacentes de reis e rainhas existem no Mosteiro de Santa Cruz e Mosteiro de Santa Clara-a-Nova (Coimbra), Mosteiro de Alcobaça, Mosteiro da Batalha e Mosteiro de São Dinis (Odivelas). Também há túmulos antigos com jacentes de nobres e bispos em várias igrejas e mosteiros do país, como a Sé de Lisboa, o Mosteiro de São João de Tarouca, a Sé de Évora, o Mosteiro de Grijó, a Sé de Braga e muitas outras.
No Brasil não há, obviamente, jacentes antigos, mas o membros da Família Imperial brasileira foram sepultados em túmulos com jacentes na Catedral de Petrópolis.